# Antoine Mambretti
Antoine Mambretti fue un deportista suizo que compitió en remo como timonel. Ganó una medalla de bronce en el Campeonato Europeo de Remo de 1931, en la prueba de cuatro con timonel.

## Palmarés internacional
| Campeonato Europeo | Campeonato Europeo | Campeonato Europeo | Campeonato Europeo |
| Año                | Lugar              | Medalla            | Prueba             |
| ------------------ | ------------------ | ------------------ | ------------------ |
| 1931               | París (Francia)    | Medalla de bronce  | Cuatro con timonel |